# Stanisław Karpała (wojskowy)
Stanisław Karpała (ur. 20 listopada 1898 w Ksawczy, zm. 8 marca 1958 w Będzinie) – żołnierz Polskiej Siły Zbrojnej, podoficer Wojska Polskiego w II Rzeczypospolitej, kawaler Orderu Virtuti Militari.

## Życiorys
Urodził się w rodzinie Jakuba i Józefy ze Zmysłowskich. Absolwent szkoły w Grodźcu, członek Polskiego Towarzystwa Gimnastycznego „Sokół”. Pracował w kopalniach węgla. Ścigany za działalność w Polskiej Organizacji Wojskowej ukrywał się na Węgrzech.
W 1917 wstąpił do Polskiej Siły Zbrojnej i otrzymał przydział do 1 pułku piechoty. W marcu 1919 działał w Skoczowie, a potem w składzie 12. kompanii pod Chyrowem. W walkach z Ukraińcami pełnił funkcję dowódcy plutonu, często zastępując też dowódcę kompanii. W maju 1920 w walkach nad Berezyną objął dowodzenie nad resztkami 11. i 12. kompanii 7 pułku piechoty Legionów. Zaatakował bolszewików i umiejętnie dowodził w trakcie wycofywania się, za co został odznaczony Krzyżem Srebrnym Orderu Virtuti Militari.
Po zakończeniu działań wojennych pozostał w zawodowej służbie wojskowej. Służył w 2 pułku lotniczym. W 1923 został zwolniony z wojska i podjął służbę w Policji Państwowej w stopniu posterunkowego. Od 1926 jako sierżant nadterminowy, ponownie w wojsku służył w 86 pułku piechoty. Po roku zwolniony, podjął pracę w Gdyni jako pracownik fizyczny. 25 października 1937 Komitet Krzyża i Medalu Niepodległości odrzucił wniosek o nadanie mu tego odznaczenia z powodu braku pracy niepodległościowej. W tym czasie mieszkał w Gdyni przy ul. Wiejskiej 72.
W 1939 został przesiedlony do Będzina, a następnie wywieziony do Niemiec. W 1944 powrócił na Śląsk i podjął pracę w będzińskiej elektrowni. Od 1948 pracował w porcie gdyńskim. W 1952 powrócił do Będzina i tu mieszkał już do śmierci.
Żonaty z Rozalią Tęcza, miał córkę Danutę (ur. 1933).

## Ordery i odznaczenia
- Krzyż Srebrny Orderu Virtuti Militari (nr 1327)